# Wielfresen
Wielfresen è una frazione di 577 abitanti del comune austriaco di Wies, nel distretto di Deutschlandsberg (Stiria). Già comune autonomo, il 1º gennaio 2015 è stato aggregato a Wies assieme agli altri ex comuni di Limberg bei Wies e Wernersdorf.